# Джанго (сериал)
«Джанго» (англ. Django) — франко-итальянский сериал в жанре вестерн, основанный на одноимённом фильме Серджио Корбуччи. Главные роли в нём сыграли Маттиас Схунартс, Николас Пиннок, Лиза Викари и Нуми Рапас, в эпизодической роли появляется Франко Неро. Фестивальная премьера состоялась в 2022 году, цифровой релиз — в 2023. Сериал получил негативные отзывы критиков.

## Сюжет
Главный герой сериала — легендарный стрелок Джанго. Восемь лет назад он потерял семью и теперь отправляется на поиски дочери. В городе Новый Вавилон, приюте изгоев, Джанго находит дочь (к тому времени 20-летнюю), но она винит его в гибели матери. Теперь стрелку предстоит убедить девушку в том, что он хороший отец, а также спасти город от нависшей над ним опасности.

## В ролях
- Маттиас Схунартс — Джанго
- Николас Пиннок — Джон Эллис
- Лиза Викари — Сара
- Нуми Рапас — Элизабет
- Франко Неро

## Создание и оценки
Проект был анонсирован в апреле 2015 года. На тот момент было известно, что сериал «Джанго» будет включать 12 эпизодов, по 50 минут каждый. Производством занялась французская кинокомпания Atlantique Productions. Режиссёрами стали Франческа Коменчини, Дэвид Эванс и Энрико Мария Артале. Заглавную роль получил бельгийский актёр Маттиас Схунартс, роль дочери Джанго — Лиза Викари, роль Элизабет — Нуми Рапас. Эпизодическую роль сыграл Франко Неро, Джанго в фильме Корбуччи.
Съёмки проходили в Румынии. Премьерный показ, изначально запланированный на 1 января 2022 года, был перенесён на ноябрь и состоялся на Римском кинофестивале. 13 февраля 2023 года сериал вышел на Canal+ во Франции, 17 февраля на Sky Atlantic в Италии, 23 февраля на SBS On Demand в Австралии и 1 марта на Sky Atlantic в Великобритании.
«Джанго» получил негативные оценки критиков. Ребекка Николсон (The Guardian) назвала его ужасным и нелепым, поставив три звезды из пяти, Ральф Джонс (NME) счёл сценарий слишком «шатким» и оценил шоу на две звезды.